# Lancastersund
Der Lancastersund (englisch Lancaster Sound) ist eine etwa 50 km breite Meerenge zwischen der Devon-Insel und der Baffininsel im kanadischen Territorium Nunavut.
Östlich liegt die Baffin Bay, im Westen die Barrow Strait und im Süden der Prince Regent Inlet. Benannt wurde der Lancastersund nach James Lancaster (etwa 1554–1618) von William Baffin.
Der Lancastersund ist Teil der Nordwestpassage, die 1819–1820 von William Parry und 1850–1853 von Robert McClure aufgeklärt und 1903–1906 von Roald Amundsen erstmals durchfahren wurde.
Das Wasser des Sundes ist rund neun Monate im Jahr vereist. Der Lancastersund bietet vielen Tieren Lebensraum; so sind beispielsweise Eisbären, Schneegänse, Narwale, Belugas und viele Seevögel anzutreffen.